# Relationer mellan Italien och Sverige
Relationer mellan Italien och Sverige är de diplomatiska förbindelserna mellan Italien och Sverige. Italien har en ambassad i Stockholm och Sverige har en ambassad i Rom. 
Båda länderna är medlemmar i Europeiska unionen.
Italien stöder till fullo Sveriges Nato-medlemskap.
När Italien under andra italiensk-abessinska kriget i december 1935 bombade Sveriges ambulans i Abessinien uppstod protester.
Banden kan i dag (2012) beskrivas som starka, bland annat genom de italienska invandrare som sökte sig till Sverige strax efter andra världskriget samtidigt som alltfler svenska charterturister sökte sig till Italien. Sedan sent 1940-tal har även flera svenska fotbollsspelare haft framgångar i italienska klubblag.

### Fotnoter
1. ↑  ”Trettonde årgången (händelserna 1935) /”. Svenska dagbladets årsbok. 26 februari 1935. https://runeberg.org/svda/1935/0105.html. Läst 13 februari 2015.
2. ↑  Anna Rabe (15 december 2012). ”Hägg fångar Italiens färg och paradoxer”. Svenska dagbladet. http://www.svd.se/kultur/litteratur/hagg-fangar-italiens-farg-och-paradoxer_7756700.svd. Läst 13 februari 2015.